# Lijst van civil parishes in Bedfordshire
Onderstaande lijst bevat alle civil parishes in het Engelse ceremoniële graafschap Bedfordshire gesorteerd per district.

## Bedford
- Biddenham
- Bletsoe
- Bolnhurst and Keysoe
- Brickhill
- Bromham
- Cardington
- Carlton with Chellington
- Clapham
- Colmworth
- Cople
- Dean and Shelton
- Eastcotts
- Elstow
- Felmersham
- Great Barford
- Great Denham
- Harrold
- Kempston
- Kempston Rural
- Knotting and Souldrop
- Little Barford
- Little Staughton
- Melchbourne and Yielden
- Milton Ernest
- Oakley
- Odell
- Pavenham
- Pertenhall
- Podington
- Ravensden
- Renhold
- Riseley
- Roxton
- Sharnbrook
- Stagsden
- Staploe
- Stevington
- Stewartby
- Swineshead
- Thurleigh
- Turvey
- Wilden
- Willington
- Wilstead
- Wootton
- Wyboston, Chawston and Colesden
- Wymington

## Central Bedfordshire
- Ampthill
- Arlesey
- Aspley Guise
- Aspley Heath
- Astwick
- Barton-le-Clay
- Battlesden
- Biggleswade
- Billington
- Blunham
- Brogborough
- Caddington
- Campton and Chicksands
- Chalgrave
- Chalton
- Clifton
- Clophill
- Cranfield
- Dunstable
- Dunton
- Eaton Bray
- Edworth
- Eggington
- Eversholt
- Everton
- Eyeworth
- Flitton and Greenfield
- Flitwick
- Gravenhurst
- Harlington
- Haynes
- Heath and Reach
- Henlow
- Hockliffe
- Houghton Conquest
- Houghton Regis
- Hulcote and Salford
- Husborne Crawley
- Hyde
- Kensworth
- Langford
- Leighton-Linslade
- Lidlington
- Marston Moretaine
- Maulden
- Meppershall
- Milbrook
- Milton Bryan
- Moggerhanger
- Northill
- Old Warden
- Potsgrove
- Potton
- Pulloxhill
- Ridgmont
- Sandy
- Shefford
- Shillington
- Silsoe
- Slip End
- Southill
- Stanbridge
- Steppingley
- Stondon
- Stotfold
- Streatley
- Studham
- Sundon
- Sutton
- Tempsford
- Tilsworth
- Tingrith
- Toddington
- Totternhoe
- Westoning
- Whipsnade
- Woburn
- Wrestlingworth and Cockayne Hatley